# Konrad Hohenstauf
Konrad Hohenstauf (ur. 1136, zm. 8 lub 9 listopada 1195) – palatyn reński w latach 1156–1195.

## Życiorys
Konrad był synem księcia Szwabii Fryderyka II Jednookiego i Agnieszki z Saarbrücken. Jego przyrodnim bratem był cesarz Fryderyk Barbarossa, który podczas sejmu Rzeszy w 1156 r. w Wormacji nadał mu godność palatyna reńskiego. Konrad otrzymał również wójtostwo klasztoru cysterskiego Schönau, biskupstwa Wormacji i dobra Staufów w okręgach Spiry i Wormacji.
Około 1160 r. zawarł drugie małżeństwo z Irmingardą z Hennebergu, córką hrabiego Bertolda I z Hennebergu, burgrabiego Würzburga. W ten sposób dobra Konrada powiększyły się o wójtostwo klasztoru Lorsch. Usiłując rozszerzać swoją władzę popadł w konflikt z arcybiskupami Trewiru i Kolonii. Konrad jest założycielem Heidelbergu.
Konrad i obie jego małżonki spoczywają w klasztorze Schönau koło Heidelbergu.

## Rodzina
Pierwszą żoną Konrada była nieznana z imienia córka hrabiego Gotfryda I von Sponheim, która zmarła zapewne w latach 1159–1160. Z tego małżeństwa pochodził syn Gotfryd Hohenstauf (zm. zapewne 1187–1188).
Z drugiego małżeństwa pochodziło troje dzieci:
- Fryderyk (zm. 3 września przed 1189 r.);
- Konrad (zm. zapewne 1186 r.), pochowany w Schönau;
- Agnieszka (zm. 9 maja 1204, pochowana w kościele NMP w Stade) poślubiła pod koniec 1193 r. na zamku Stahleck Henryka Starszego z Brunszwiku (zm. 28 kwietnia 1227), w latach 1195–1212 palatyna reńskiego.

## Literatura
- Virto-Christian Rothfuss, Die Schönauer Epitaphien der Pfalzgrafen bei Rhein, [w:] Der Odenwald 54 (2007), s. 99–102.